# De Patrick
De Patrick ist eine Tragikomödie von Tim Mielants, die am 1. Juli 2019 beim Karlovy Vary International Film Festival ihre Premiere feierte und am 28. August 2019 in die belgischen Kinos kam.

## Handlung
Patrick lebt mit seinen Eltern auf einem FKK-Campingplatz. Als sein Vater stirbt, ist er für den Campingplatz verantwortlich, doch Patrick hat andere Dinge im Kopf. Er hat seinen Lieblingshammer verloren. Die Langzeitgäste möchten, dass Patrick sein Leben in den Griff bekommt, der aber versucht, einfach seinen Hammer wiederzufinden, als würde sein Leben daran hängen.

## Produktion
Es handelt sich um das Spielfilmdebüt des belgischen Regisseurs Tim Mielants, der zuvor in dieser Funktion für eine Reihe von Fernsehserien tätig war. Er schrieb das Drehbuch gemeinsam mit Benjamin Sprengers.
Kevin Janssens übernahm die Titelrolle von Patrick.
Die Dreharbeiten fanden im Sommer 2018 in den wallonischen Ardennen und in Antwerpen statt. Als Kameramann fungierte Frank van den Eeden.
Der Film wurde ab 1. Juli 2019 beim Karlovy Vary International Film Festival vorgestellt und kam am 28. August 2019 in die belgischen Kinos. Im September 2019 wurde er beim Fantastic Fest in Austin gezeigt. Anfang November 2019 wurde er beim Minsk International Film Festival „Listapad“ gezeigt. Ebenso im November 2019 ist eine Vorstellung beim AFI Film Festival geplant.

## Rezeption

### Kritiken
Der Film wurde von 87 Prozent aller bei Rotten Tomatoes erfassten Kritiker positiv bewertet und erhielt 7,4 von möglichen 10 Punkten.

### Auszeichnung
Fantastic Fest 2019
- Auszeichnung als Bester Film / Regisseur in der Sektion Next Wave Features (Tim Mielants)[6]

Haifa International Film Festival 2019
- Nominierung als Bester internationaler Film für den Carmel Award (Tim Mielants)[7]

Karlovy Vary International Film Festival 2019
- Nominierung für den Kristallglobus im Hauptwettbewerb (Tim Mielants)
- Auszeichnung für die Beste Regie (Tim Mielants)[8]

Music & Cinema Aubagne International Film Festival 2020
- Auszeichnung mit dem Grand Prize for Best Original Music (Geert Hellings)[9]

Palm Springs International Film Festival 2020
- Nominierung für den New Voices/New Visions Grand Jury Prize (Tim Mielants)[10]

Transilvania International Film Festival 2020
- Nominierung im Wettbewerb (Tim Mielants)[11]